# Problepsis diazoma
Problepsis diazoma är en fjärilsart som beskrevs av Louis Beethoven Prout 1938. Problepsis diazoma ingår i släktet Problepsis och familjen mätare. Inga underarter finns listade i Catalogue of Life.